# Iqbal Masih
Iqbal Masih (1983 – 16. april 1995) var en pakistansk dreng, der blev et symbol på hensynsløst børnearbejde i udviklingslandene. Han arbejdede som børneslave fra han var fire til han var ti, hvor han flygtede. Han blev dræbt som 12-årig i sit hjemland. 

## Barndom
Iqbal Masih blev født i en fattig kristen familie i Muridke, en handelsby uden for Lahore i Punjab, Pakistan. I en alder af fire blev han sendt på arbejde af sin familie, for at betale af på deres gæld. Iqbals familie lånte 600 rupees (mindre end USD 6) fra en lokal arbejdsgiver, der ejede en tæppevævningsvirksomhed. Til gengæld var Iqbal forpligtet til at arbejde som tæppevæver, indtil gælden var betalt. Hver dag stod han op før daggry, rejste på mørke landeveje til fabrikken, hvor han og de fleste af de andre børn, var bundet til tæppevævene med kæder, for at undgå flugt. Han arbejdede 120 timer om ugen, alle ugens syv dage med kun 30 minutters pause. Han tjente 1 rupee om dagen som afdrag på lånet, men lånet fortsatte med at vokse bl.a. på grund af renter.

## Flugt og aktivisme
I en alder af 10 flygtede Iqbal fra sit slaveri, efter han opdagede at gældsslaveri var blevet erklæret ulovligt af Pakistans højesteret. Han gik derefter til politiet for at melde Arshad, men politiet bragte ham tilbage til Arshad, der bad politiet om at binde ham med hovedet nedad, hvis han forsøgte at flygte igen. Iqbal undslap igen og han kom til Bonded Labour Liberation Front (BLLF))s skole for tidligere børneslaver, hvor han afsluttede en fire-årig uddannelse på kun to år. Iqbal hjalp over 3.000 pakistanske børn, der var gældsslaver med at flygte til friheden, og han holdt taler om børnearbejde over hele verden.
Han udtrykte et ønske om at blive advokat således at han bedre kunne blive i stand til at frigøre gældsslaver, og han begyndte at besøge andre lande, herunder Sverige og USA for at dele sin historie og tilskynde andre til at deltage i kampen for at udrydde børneslaveri. 
I 1994 modtog han Reebok Human Rights Award i Boston og i sin takketale sagde han: "Jeg er en af de millioner af børn i Pakistan der lider pga. gældsslaveri og børnearbejde, men jeg er heldig at jeg, på grund af indsatsen fra Bonded Labor Liberation Front (BLLF), kom ud i friheden og i dag står jeg her foran jer. Efter min frihed kom jeg til BLLF skolen hvor jeg studerer nu. Ehsan Ullah Khan og BLLF har gjort det samme for os børneslaver, som Abraham Lincoln gjorde for slaverne i Amerika. I dag er du fri og jeg er også fri."

## Død
"Iqbal Masih, a brave and eloquent boy who attended several international conferences to denounce the hardships of child weavers in Pakistan, was shot dead with a shotgun while he and some friends were cycling in their village of Muridke, near Lahore".

 Kun 12 år gammel, blev Iqbal dræbt af skud affyret af Ashraf Hero, en heroinmisbruger, da han besøgte slægtninge i Muridke, Pakistan, påskesøndag den 16. april 1995. Hans mor udtalte at hun ikke troede på, at sønnen var offer for en sammensværgelse fra "tæppemafiaen". Bonded Labor Liberation Front var imidlertid uenig, fordi Iqbal havde modtaget dødstrusler fra personer, med forbindelser til den pakistanske tæppebranche.
Der var ca. 800 deltagere ved hans begravelse. The Little Hero: One Boy's Fight for Freedom fortæller historien om hans arv.
Efter hans død reagerede den pakistanske økonomiske elite på det faldende tæppesalg, ved at benægte brugen af gælds-børnearbejde i deres fabrikker og de benyttede den føderale sikkerhedstjeneste Federal Investigation Agency (FIA) til brutalt at chikanere og arrestere aktivister, der arbejdede for Bonded Labour Liberation Front (BLLF). Den pakistanske presse gennemførte en smædekampagne mod BLLF, og påstod at børnearbejdere modtager høje lønninger og har gunstige arbejdsforhold.

## Eftermæle
- Iqbals sag var inspirationen til oprettelsen af organisationer som Free The Children,[17] en canadisk velgørenheds- og ungdomsbevægelse og Iqbal Masih Shaheed Children Foundation[18] der har startet over 20 skoler i Pakistan.
- I 1994 besøgte Iqbal Broad Meadows Middle School i Quincy, Massachusetts,[19] og talte til 7. klasseselever om sit liv. Da eleverne hørte om hans død, besluttede de at indsamle penge og bygge en skole til hans ære i Kasur, Pakistan.
- Iqbals historie blev skildret i en bog med titlen Iqbal af Francesco D'Adamo,[20] en fiktiv historie baseret på sande begivenheder, set gennem pigen Fatimas øjne.
- I 1994 modtog han Reebok Youth in Action Award . [21]
- I 1996 udnævnte Movimiento Cultural Cristiano [22] (MCC-Christian Cultural Movement) og Camino Juvenil Solidario (CJS-Youth Solidarity Path) den 16. april som international dag mod børneslaveri i Spanien og Sydamerika [23]
- I 1998 blev det nyoprettede Istituto Comprensivo Iqbal Masih, et grundskoleinstitu bestående af flere skoler i Trieste, Italien, opkaldt efter ham.[24]
- I 2000 modtog han en posthumt World's Children's Prize for the Rights of the Child og Piazzale dei Traghetti Iqbal Masih blev indstiftet i Genova, Italien.
- I 2009 etablerede den amerikanske kongres den årlige Iqbal Masih Award for the Elimination of Child Labor.[25]
- Den 16. april 2012 indviede Santiagos byråd, efter forslag fra Movimiento Cultural Cristiano, en plads, opkaldt efter Iqbal i Santiago de Compostela, Spanien.[26]
- Nobels Fredspris blev i 2014 tildelt fortaleren for børns rettigheder Kailash Satyarthi [27], på grund hans arbejde for forebyggelse af børnearbejde og uddannelse af kvinder. Satyarthi nævnte Masih i sin Nobel-tale, og tilegnede den til ham og andre "martyrer".[28]
- I 2016 blev "X Iqbal Masih Rugby Tournament" afholdt i Catania, Sicilien.[29]
- Den 17. april 2017 forpligtede universitetet i Salamanca sig til at markere 16. april som en dag mod børneslaveri på vegne af Iqbal Masih.[30]

## Yderligere læsning
- Andrew Crofts (15. juni 2006). The Little Hero: One Boy's Fight for Freedom: Iqbal Masih's Story. Summersdale Publishers LTD - ROW. ISBN 978-1-84839-492-6.
- Susan Kuklin (15. oktober 1998). Iqbal Masih and the Crusaders Against Child Slavery. Henry Holt and Company (BYR). ISBN 978-0-8050-5459-0.
- D'Adamo, Francesco (2007). Iqbals kamp. Oversat af Jakobsen, Cecilia. Arvids. ISBN 9788791450198.